# Neptis thiemei
Neptis thiemei är en fjärilsart som beskrevs av Hans Fruhstorfer 1905. Neptis thiemei ingår i släktet Neptis och familjen praktfjärilar. Inga underarter finns listade i Catalogue of Life.